# AEKKEA-Raab Tigerschwalbe V
Die AEKKEA-Raab Tigerschwalbe V war der Entwurf eines zweisitzigen Sportflugzeugs des griechischen Flugzeugherstellers AEKKEA-Raab aus dem Jahr 1936, weiterentwickelt aus der Raab Tigerschwalbe 33.

## Entwicklung
Die AEKKEA-Raab Tigerschwalbe V war 1936 die erste Entwicklung des AEKKEA-Konstruktionsbüros unter der Leitung von Georgios Pagakis. Grundlage für die Entwicklung waren die von Antonius Raab aus der Raab Flugzeugbau Gesellschaft bei AEKKEA eingebrachten Konstruktionsunterlagen der Raab Tigerschwalbe 33. Statt der in Riga vorgesehenen Liberty-Motore erhielt die AEKKEA-Raab einen 350 PS starken Gnome-Rhône-Motor. Ein Prototyp entstand nicht, stattdessen wurden Lizenzrechte des Entwurfs anderen Flugzeugherstellern angeboten.

### Lizenzvergabe
Antonius Raab bot den AEKKEA-Entwurf auf dem Balkan und in der Türkei als Schulflugzeug für Fortgeschrittenenschulung an. Der türkische Industrielle Nuri Demirag war an einer Entwicklungs- und Baulizenz der AEKKEA-Raab Tigerschwalbe V für den von ihm im September 1936 in Istanbul gegründeten Flugzeugbaubetrieb Nuri Demirag Tayyare Fabrikasi interessiert. Der Demirag-Chefkonstrukteur Selahattin Reşit Alan verwendete die zur Verfügung gestellten Pläne der AEKKEA Tigerschwalbe V bei der Entwicklung des Schulflugzeug Nuri Nu.D36, für das der türkische Luftfahrtverband THK einen Auftrag über 24 Schulflugzeuge erteilt hatte. Der endgültige Entwurf der Nu.D36 wich allerdings erheblich vom Entwurf der Tigerschwalbe ab und stellte eine weitgehend eigene Flugzeugentwicklung dar.
Im Konstruktionsbüro der AEKKEA-Raab überarbeitete Pagakis den Tigerschwalbe-Entwurf grundsätzlich mit der AEKKEA-Raab R26-V.